# Teoria delle ombre (romanzo)
Teoria delle ombre è un romanzo di Paolo Maurensig scritto nel 2015, incentrato sul gioco degli scacchi e ai giocatori che ne hanno segnato un'epoca. Un romanzo di fantasia in cui l'autore cerca di dare risposte ad un mistero insoluto da oltre 70 anni.

## Trama
Corre l'anno 1946 l'Europa sta lentamente rendendosi conto degli orrori dell'Olocausto ebraico e in Germania è in corso il Processo di Norimberga. Completamente isolato, in forti difficoltà economiche e segnato irrimediabilmente nella salute il Campione del mondo di scacchi, il russo Aleksandr Alechin è esule in Portogallo. Ospite a spese dello Stato in un albergo vuoto egli attende l'ennesima occasione per tornare alla ribalta. Finalmente quando questa si sta profilando all'orizzonte il Campione viene trovato morto nella sua stanza d'albergo. 
Cos'è successo quella notte e perché l'indagine della polizia è stata così sbrigativa?

## Analisi
Il romanzo tesse la trama del complotto ma al contempo, di estrema importanza per gli scacchisti, in un piano di lettura del romanzo l'autore espone idee del gioco e la concezione dell'arte che l'ambiguo ma formidabile genio degli scacchi ha sempre dimostrato. Una vita dissoluta e sprezzante, una concezione di razza eletta e superiore, le tragiche conseguenze di tali ideologie.